# Escola de Comando e Estado Maior de Polícia (Bramshill)
Escola de Comando e Estado Maior de Polícia (Bramshill), ou Police Staff College, em língua inglesa, localizada em Bramshill, na Bramshill House, condado de Hampshire, no Reino Unido, é a principal escola de altos estudos de polícia no país.
A necessidade de um centro de aperfeiçoamento para a polícia foi percebida por Sir Frank Newsam, subsecretário do Ministério do Interior, que trabalhou para institui-lo logo após a Segunda Guerra.
Criada em 1948 como Academia Nacional de Polícia (National Police College), designação que conservou até 1979, foi instalada, inicialmente, em Ryton-on-Dunsmore, Warwickshire, sendo transferida para Bramshill em 1960.
A Escola de Bramshill é governada por uma junta de dirigentes (Board of Governors) designados pelo Ministro do Interior em conjunto com autoridades locais. Possui um dirigente administrativo e acadêmico chamado de Comandante, este auxiliado pelo subcomandante e assistentes.
Ministra cursos de comando, básicos, intermediários ou superiores para inspetores, inspetores chefes, superintendentes e superintendentes chefes. Tem um curso especial para sargentos.
Em 2001, Bramshill tornou-se parte do Centrex (Central Police Training and Development Authority), Centro de Treinamento e Desenvolvimento Policial, instituído pela Lei de Justiça e Polícia de 2001, capítulo 4 (Criminal Justice and Police Act 2001, Part 4).
Passou a ser uma agência da União Europeia em 2005, o Secretariado do CEPOL  (Collège européen de police, em francês ou European Police College, em língua inglesa),  que é a atual Academia Europeia de Polícia.
Anos mais tarde, em 2007, o Centrex foi substituído pela Agência Nacional de Aperfeiçoamento Policial (National Policing Improvement Agency), com atribuições de oferecer suporte para especializações nas áreas de pesquisa criminal, treinamento, infraestrutura policial e no desenvolvimento de novas tecnologias policiais e periciais.